# Chloroclystis plinthina
Chloroclystis plinthina là một loài bướm đêm trong họ Geometridae.